# پروتئین‌های خانواده سی‌دی‌ایکس
پروتئین‌های خانواده سی‌دی‌ایکس (به انگلیسی Cdx proteins) از انواع فاکتورهای لازم برای رونویسی ژنتیکی در تشکیل سیستم عصبی هستند.

## انواع پروتئین‌های سی‌دی‌ایکس
تاکنون سه نوع پروتئین سی‌دی‌ایکس به شرح زیر در انسان شناخته شده‌است:
- پروتئین سی‌دی‌ایکس ۱ (Cdx1 protein)
- پروتئین سی‌دی‌ایکس ۲ (Cdx2 protein)
- پروتئین سی‌دی‌ایکس ۴ (Cdx4 protein)

پروتئین سی‌دی‌ایکس ۲ انسان با پروتئین سی‌دی‌ایکس ۳ در موش خانگی (Hamster) مشابه است.

## سنتزپروتئین‌هایسی‌دی‌ایکس
سنتز و ساخته شدن پروتئین‌های سی‌دی‌ایکس در مرحله جنینی ۷٫۵ روز در مزودرم صورت می‌گیرد،
پروتئین‌های لف-تی‌سی‌اف (Lef/Tcf) مربوط به مسیر Wnt که از فاکتورهای رونویسی (ژنتیک) هستند، پس از تشکیل کمپلکس با بتا-کاتنین فعال شدن ژن‌های سی‌دی‌ایکس و سنتز پروتئین‌های سی‌دی‌ایکس را موجب می‌شوند،

## عملکرد

### عملکرد در لوله عصبی
پروتئین سی‌دی‌ایکس ۱ و پروتئین سی‌دی‌ایکس ۲ در مرحله جنینی ۸٫۵ در لوله عصبی جنین موش یافت می‌شوند بنابراین این پروتئین‌ها در تکامل لوله عصبی جنین موش نقش دارند. این پروتئین‌ها در مرحله جنینی ۸٫۵ روز در لوله عصبی تحتانی تشکیل دهنده دُم موش یافت می‌شوند،

### اثر روی ژن‌های هاکس
پروتئین‌های خانواده سی‌دی‌ایکس باعث فعال شدن ژن‌های هاکس می‌شوند. فعال کردن این ژن‌ها توسط پروتئین‌های خانواده سی‌دی‌ایکس از طریق فعال شدن سیگنال‌های مسیرهای دیگر از جمله اسید رتیونیک ومسیر WNT می‌باشد.

### برهم‌کنش Cdx-Wnt
ژن‌های سی‌دی‌ایکس با مسیر سیگنال‌های مختلف از جمله Wnt برهم‌کنش نشان می‌دهند. پروتئین‌های خانواده سی‌دی‌ایکس اختلاط شونده پسین (بعدی) از مسیرهای Wnt فاکتور رشد فیبروبلاست FGF و رتیونیک اسید RT هستند یعنی مسیر Wnt ژن‌های سی‌دی‌ایکس را فعال می‌کند،
در مسیر متعارف Wnt بتاکاتنین سیتوپلاسمی به هسته سلول می‌رود و با مرتبط شدن به پروتئین‌های Lef/Tcf (lymphoid enhancer factor/T-cell factor) HMG box ژن‌های هدف را فعال می‌کند. پروتئین سی‌دی‌ایکس ۱ و سی‌دی‌ایکس ۴ از پروتئین‌های هدف برای مسیر Wnt-بتاکاتنین می‌باشند،

## روش‌های آزمایشگاهی بررسی پروتئین‌های خانواده سی‌دی‌ایکس
پس از انتقال پلاسمیدهای تولیدکننده پروتئین‌های خانواده سی‌دی‌ایکس در سلول‌های مورد کشت سلولی از روش‌های زیر برای بررسی این پروتئین‌ها استفاده می‌کنند:
- تست لوسیفراز
- وسترن بلات